# Terry Eagleton

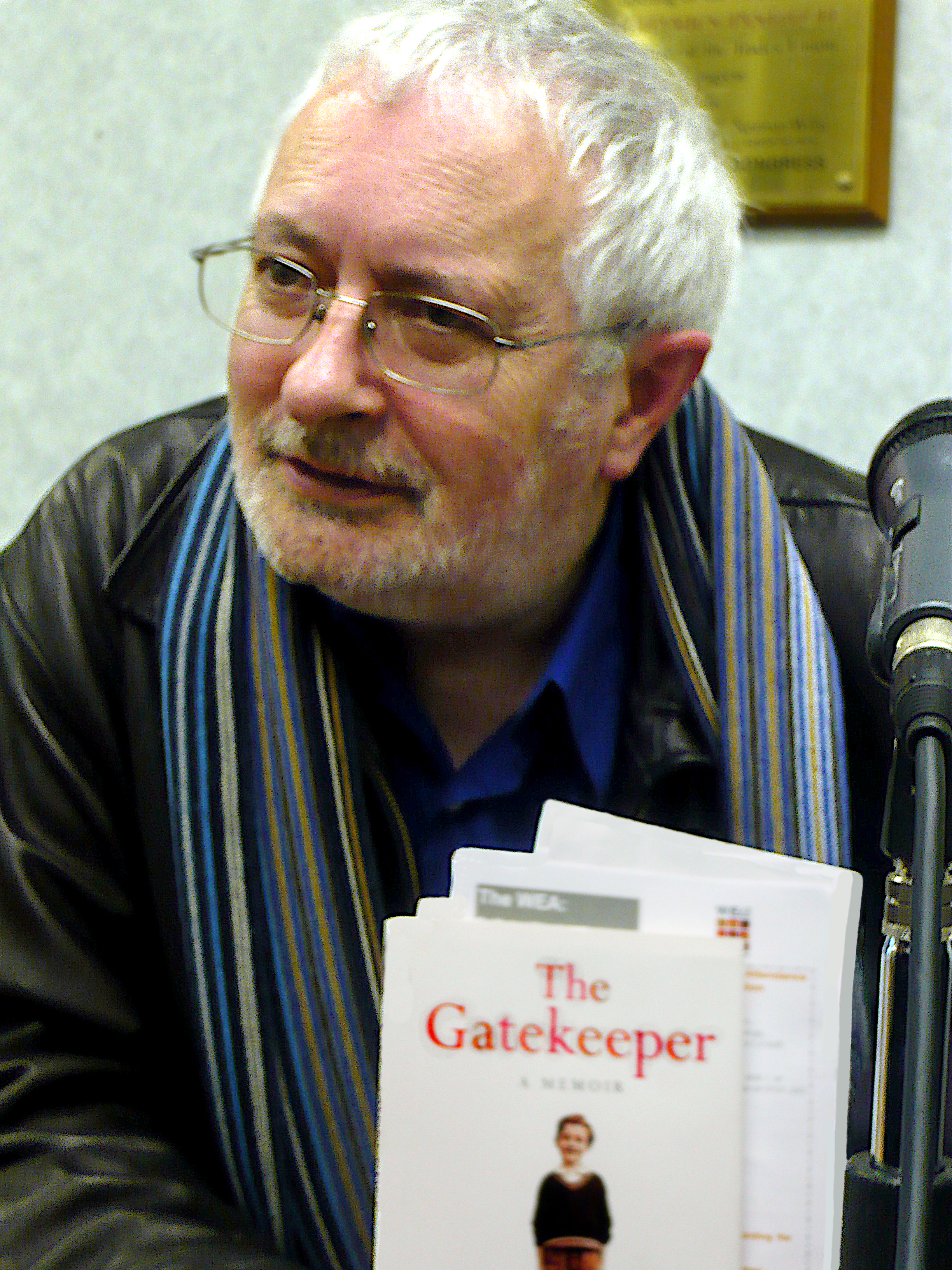
Terry Eagleton

Terry Eagleton (ur. 22 lutego 1943 w Salford w hrabstwie Lancashire) – brytyjski filozof neomarksistowski i teoretyk kultury, literaturoznawca.

## Życiorys
Urodził się w Salford w robotniczej rodzinie irlandzkiego pochodzenia. W drugiej połowie XX wieku to przemysłowe miasto przeżywało zapaść ekonomiczną. Eagleton odebrał wykształcenie w miejscowym katolickim De La Salle College, a następnie, od roku 1961, studiował filologię angielską w Trinity College na Uniwersytecie Cambridge. Po jego ukończeniu z najwyższą lokatą i uzyskaniu stopnia licencjata przeniósł się do Jesus College, gdzie studiował i prowadził pracę naukową pod kierunkiem Raymonda Williamsa . 
Uważany za ucznia i kontynuatora prac krytyka literackiego Raymonda Williamsa. Drugim ważnym źródłem inspiracji dla Eagletona jest psychoanaliza - uznawany jest za jednego z najważniejszych rzeczników prac Slavoja Žižka na wyspach brytyjskich.
Pomimo zajmowania się w swoich tekstach wieloma zagadnieniami właściwymi filozofii i uczestnictwa w filozoficznych debatach, Eagleton nie chce określać siebie mianem filozofa.

## Główne prace
- The Body as Language : outline of a new left theology (1970)
- Criticism & Ideology (1976)
- Marxism and Literary Criticism (1976)
- Walter Benjamin, or Towards a Revolutionary Criticism (1981)
- The Rape of Clarissa: Writing, Sexuality, and Class Struggle in Samuel Richardson (1982)
- Literary Theory: An Introduction (1983/1996)
- The Function of Criticism (1984)
- Saint Oscar (sztuka teatralna o Oskarze Wilde)
- Raymond Williams: Critical Perspectives (red.) (1989)
- The Significance of Theory (1989)
- The Ideology of the Aesthetic (1990)
- Ideology: An Introduction (1991)
- The Illusions of Postmodernism (1996; wyd. pol. Iluzje postmodernizmu, tłum. Piotr Rymarczyk, Wydawnictwo Spacja, 1998)
- Heathcliff and the Great Hunger (1996)
- Marx and Freedom (1997; wyd. pol. Marks. Marks i wolność, tłum. Justyna Nowotniak, Wydawnictwo Amber, 1998)
- Crazy John and the Bishop and Other Essays on Irish Culture (1998)
- The Idea of Culture (2000)
- The Gatekeeper: A Memoir (2001)
- The Truth about the Irish (2001)
- Sweet Violence: The Idea of the Tragic (2002)
- After Theory (2003) wyd. pol. Koniec teorii, tłum. Bartosz Kuźniarz, Wydawnictwo Krytyki Politycznej, 2012)
- The English Novel: An Introduction (2004)
- Holy Terror (2005; wyd. pol. "Święty terror", tłum. Jacek Konieczny, Wydawnictwo Znak, 2008)
- The Meaning of Life (2007)
- How to Read a Poem (2007)